# Cutis verticis gyrata

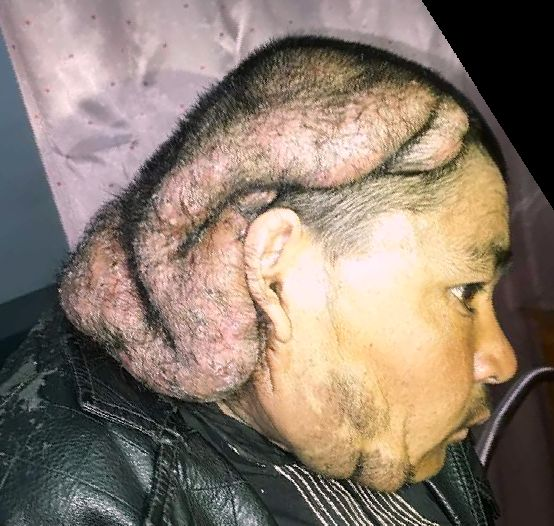
Grave forma di cutis verticis gyrata

Cutis verticis gyrata (CVG) è una condizione patologica della pelle, di solito associata ad ispessimento del cuoio capelluto. La condizione è stata riportata da Alibert nel 1837, che lo chiamò cutis sulcata. Una descrizione clinica della condizione è stata fornita nel 1843 ed è stato nominato da Unna nel 1907. È stato anche chiamata sindrome di Robert-Unna, cuoio da bulldog, pelle ondulata, cutis verticis plicata, e pachidermia verticis gyrata.
Chi ne soffre mostra pieghe visibili, creste o solchi sulla superficie della parte superiore del cuoio capelluto. Il numero di pieghe può variare da 2 a circa 10 e sono tipicamente morbide e soffici. Queste pieghe non possono essere corrette con la pressione. La condizione colpisce in genere le regioni centrali e posteriori del cuoio capelluto, ma a volte può coinvolgere l'intero cuoio capelluto.
La perdita dei capelli può verificarsi nel corso del tempo durante il quale il cuoio capelluto si addensa, anche se i capelli all'interno di qualsiasi solco rimane normale. Finora, a causa della rarità della condizione, esiste una ricerca limitata e le cause sono ancora indeterminate. Quello che si sa, è che la condizione non è esclusivamente congenita.